# Cal Sàrries (Tàrrega)
Cal Sàrries és una obra de Tàrrega (Urgell) protegida com a bé cultural d'interès local. És una casa construïda el 1902, segons data inscrita al portal del carrer Urgell. Al seu interior conserva decoració pintada i en relleu d'estil modernista

## Descripció
És un edifici construït entre mitgeres que consta de planta baixa i tres pisos. És força interessant per la qualitat de la composició de les dues façanes. Ambdues són iguals, amb els elements disposats simètricament i separats per elements arquitectònics verticals. Cal destacar a l'interior l'escala principal, amb elements decoratius d'estil modernista.
La planta baixa presenta tres portades, resoltes amb arcs de mig punt sostinguts per pilastres adossades. El primer pis té tres balcons, el central amb doble finestral; les obertures són estructurades per arcs escarsers i brancals de pedra. El segon pis també presenta tres balcons de la mateixa mida, amb portes de llindes i brancals de pedra. Els balcons centrals són ressaltats per dos parells de pilastres estriades adossades, les quals defineixen un parament vertical que destaca per sobre de la divisió de pisos horitzontal. El tercer pis correspon a les golfes i a la façana és destacat mitjançant un seguit de finestres, nou en total, de mida reduïda.
La coberta és a dues vessants, amb el carener paral·lel a la façana principal; els extrems de cada vessant són tallats per l'emplaçament de sengles terrats de tipus català, tancats a la façana per una balustrada d'obra. La façana lateral del conjunt presenta un seguit de finestres rectangulars, de mides diferents i algunes corresponents a balcons. Tots els murs són fets amb maó, a excepció d'alguns elements destacats que són fets amb pedra: carreus de reforç de les cantonades, elements de separació de les obertures, les estructures de portes i finestres i les línies de cornisa que separen els diferents pisos. El mur lateral que queda al descobert encara conserva restes d'arrebossat i pintat.